# Luigi Ganassi
Luigi Ganassi (Bagnolo in Piano, 7 febbraio 1925 – Reggio Emilia, 29 agosto 2007) è stato un calciatore italiano, di ruolo centrocampista.

## Carriera
Conta 2 presenze ed un gol in Serie A con la Roma e 159 presenze e 17 gol in Serie B con Reggiana e Siracusa.